# 劉瑾 (北宋)
劉瑾，字元忠，吉州永新县（今江西省永新县埠前镇三门前）人，北宋政治人物。劉沆的儿子。
刘瑾中进士，为馆阁校勘。刘沆去世，得褒赠。知制诰张瓌草拟词语讥贬，刘瑾泣涕不能进食，阖门挂孝，朝廷于是改褒书，贬黜张瓌，刘瑾因丧服入公门罢职，于是他请求守坟墓。王素为请，以伸孝子之志。后来复职，历任集贤校理、通判睦州，为淮南转运副使。召修起居注，加史馆修撰、河北转运使，拜天章阁待制、知瀛州。因事改知明州。未任，改知广州。与枢密院论戍兵不合，改知虔州。战棹都监杨从先奉旨募兵不至，擅派其子杨懋纠合诸县巡检兵丁集合州城，刘瑾大怒斥责，说出悖谬之语，杨懋向朝廷检举刘瑾，于是废官归家。一年后，复任官职，历任待制、知江州、福州、秦州、成德军，不久去世。他有能力，然对待下属严苛，喜欢当面说出他人短处，所以多招怨恨。